# Daniele Bennati
Daniele Bennati (* 24. září 1980, Arezzo) je italský profesionální cyklista. Vyniká sprinterskými schopnostmi, dokázal vítězit v hromadných dojezdech na velkých závodech včetně Tour de France a opakovaně v několika etapových závodech zvítězil v bodovacích soutěžích.

## Vybraná vítězství
| Rok  | Závod              | Soutěž            |
| ---- | ------------------ | ----------------- |
| 2002 | Kolem Rakouska     | Půletapa 1b       |
| 2003 | Kolem Polska       | 3. etapa          |
| 2003 | Tour Méditerranéen | 5. etapa          |
| 2005 | Kolem Polska       | 2. a 4. etapa     |
| 2005 | Kolem Německa      | bodovací soutěž   |
| 2005 | Kolem Německa      | 3., 5. a 9. etapa |
| 2005 | Kolem Toskánska    | 1. místo          |
| 2006 | Kolem Polska       | 2. a 4. etapa     |
| 2006 | Kolem Švýcarska    | Bodovací soutěž   |
| 2006 | Kolem Katalánska   | 7. etapa          |
| 2007 | Tour de France     | 17. a 20. etapa   |
| 2007 | Tour Méditerranéen | 2. etapa          |
| 2007 | Kolem Valencie     | Bodovací soutěž   |
| 2007 | Kolem Valencie     | 1., 3. a 5. etapa |
| 2007 | Tři dny v Panne    | Bodovací soutěž   |
| 2007 | Tři dny v Panne    | 1. etapa          |
| 2007 | Kolem Švýcarska    | Bodovací soutěž   |